# Robert Edsel
Robert Morse Edsel (Oak Park, 28 dicembre 1956) è uno scrittore statunitense.

## Biografia
Nel 1997 ha iniziato le sue ricerche sul programma Monuments, Fine Arts, and Archives, la task force organizzata dagli Alleati durante la Seconda guerra mondiale per proteggere i beni culturali e le opere d'arte nelle zone di guerra.
È autore di tre libri sull'argomento: Rescuing Da Vinci (2006), Monuments Men (2009) e Monuments Men: Missione Italia (2013).
Dal suo secondo libro è stato tratto nel 2014 il film omonimo, Monuments Men, diretto e interpretato da George Clooney.

## Opere
- Rescuing Da Vinci, Dallas, Laurel publishing, 2006, ISBN 097743494X.
- The Monuments Men: Allied Heroes, Nazi Thieves and the Greatest Treasure Hunt in History, Londra, Preface, 2009, ISBN 9781848091016.
  -  Monuments Men, Milano, Sperling & Kupfer, 2013, ISBN 978-88-200-4834-1.
- Saving Italy: The Race to Rescue a Nation’s Treasures from the Nazis, New York, Londra, W.W. Norton & Company, 2013, ISBN 9780393082418.
  -  Monuments Men: Missione Italia, Milano, Sperling & Kupfer, 2014, ISBN 978-88-200-5591-2.